# Hóquei sobre a grama nos Jogos Sul-Americanos
O hóquei sobre a grama (ou hóquei de campo) é disputado nos Jogos Sul-Americanos, sob a organização da Organização Desportiva Sul-Americana (ODESUR) em conjunto com a Federação Pan-Americana de Hóquei (PAHF). 
Em 2006 na cidade de Buenos Aires, capital da Argentina, este esporte fez parte do programa dos Jogos pela primeira vez. O desporto não foi incluído no programa de Medellín-2010, mas voltou a ser realizado na edição de Santiago-2014 e, mais recentemente, em Cochabamba-2018.
A disputa do hóquei sobre a grama nos Jogos Sul-Americanos possui também uma importância qualificatória, visando outorgar vagas para os Jogos Pan-Americanos (a serem disputados no ano posterior). Na edição de 2018, a disputa em solo boliviano serviu para tal propósito, visando o evento pan-americano de Lima-2019.
Este evento também serviu como disputa do Campeonato Sul-Americano deste esporte (nas edições de 2006, 2014 e 2018).

## Torneio masculino
Segue-se o histórico abaixo.
| 2006 Detalhes | Buenos Aires | Argentina | 6 - 0 | Chile | Peru      | 0 - 0 (ps: 3 - 0) | Uruguai   |
| 2014 Detalhes | Santiago     | Argentina | 8 - 1 | Chile | Venezuela | 3 - 2             | Brasil    |
| 2018 Detalhes | Cochabamba   | Argentina | 1 - 0 | Chile | Brasil    | 2 - 2 (ps: 4 - 3) | Venezuela |
| 2022 Detalhes | A definir    |           |       |       |           |                   |           |

### Premiações
| Ordem | País      | Medalha de ouro | Medalha de prata | Medalha de bronze | Total |
| ----- | --------- | --------------- | ---------------- | ----------------- | ----- |
| 1     | Argentina | 3               | 0                | 0                 | 3     |
| 2     | Chile     | 0               | 3                | 0                 | 3     |
| 3     | Brasil    | 0               | 0                | 1                 | 1     |
| 3     | Peru      | 0               | 0                | 1                 | 1     |
| 3     | Venezuela | 0               | 0                | 1                 | 1     |
| Total | Total     | 3               | 3                | 3                 | 9     |

## Torneio feminino
Segue-se o histórico abaixo.
| 2006 Detalhes | Buenos Aires | Argentina | 4 - 0 | Chile   | Uruguai | 4 - 0 | Brasil |
| 2014 Detalhes | Santiago     | Argentina | 3 - 1 | Chile   | Uruguai | 3 - 0 | Brasil |
| 2018 Detalhes | Cochabamba   | Argentina | 8 - 0 | Uruguai | Chile   | 7 - 0 | Brasil |
| 2022 Detalhes | A definir    |           |       |         |         |       |        |

### Premiações
| Ordem | País      | Medalha de ouro | Medalha de prata | Medalha de bronze | Total |
| ----- | --------- | --------------- | ---------------- | ----------------- | ----- |
| 1     | Argentina | 3               | 0                | 0                 | 3     |
| 2     | Chile     | 0               | 2                | 1                 | 3     |
| 3     | Uruguai   | 0               | 1                | 2                 | 3     |
| Total | Total     | 3               | 3                | 3                 | 9     |

## Quadro geral de medalhas
Segue-se o quadro unificado de conquistas nas duas modalidades.
| Ordem | País      | Medalha de ouro | Medalha de prata | Medalha de bronze | Total |
| ----- | --------- | --------------- | ---------------- | ----------------- | ----- |
| 1     | Argentina | 6               | 0                | 0                 | 6     |
| 2     | Chile     | 0               | 5                | 1                 | 6     |
| 3     | Uruguai   | 0               | 1                | 2                 | 3     |
| 4     | Brasil    | 0               | 0                | 1                 | 1     |
| 4     | Peru      | 0               | 0                | 1                 | 1     |
| 4     | Venezuela | 0               | 0                | 1                 | 1     |
| Total | Total     | 6               | 6                | 6                 | 18    |